# David Luque Navarro
David Luque Navarro (fallecido en Córdoba el 28 de octubre de 2007) fue un activista pro derechos humanos y político español.

## Actividad política
Fue coordinador del Consejo Local de la Juventud y Presidente de Córdoba Solidaria, la plataforma que agrupa a las organizaciones sociales de la ciudad.
En 1999 se presentó a las elecciones municipales de Córdoba en la lista de Izquierda Unida. Fue concejal de Cooperación y Solidaridad Internacional entre 1999 y 2003, durante el primer mandato de Rosa Aguilar como alcaldesa. En el ejercicio de su concejalía consiguió que el presupuesto que el Ayuntamiento destinaba a cooperación y desarrollo alcanzara por primera vez el 0,7% de las cuentas ordinarias.
A título póstumo su nombre fue puesto a la Escuela del Deporte en los campamentos saharauis de Tinduf. Asimismo, distintas organizaciones han realizado homenajes en su recuerdo como, por ejemplo, el premio al compromiso por los derechos humanos en 2007.